# یواس‌اس کالیفرنیا (بی‌بی-۴۴)
یواس‌اس کالیفرنیا (بی‌بی-۴۴) (به انگلیسی: USS California (BB-44)) یک کشتی بود که طول آن ۶۲۴٫۵ فوت (۱۹۰٫۳ متر) بود. این کشتی در سال ۱۹۱۹ ساخته شد.